# Pegtymel
Pegtymel nebo také Rapylkatyn (rusky Пегтымель nebo Рапылъкатын) je řeka v Čukotském autonomním okruhu v Rusku. Je 345 km dlouhá. Povodí má rozlohu 17 600 km².

## Průběh toku
Pramení na Paljavaamském hřbetu. Protéká napříč Pegtymelským hřbetem a ústí do Východosibiřského moře, přičemž vytváří deltu.

## Vodní režim
Zdroj vody je sněhový a dešťový.